# Acacia furfuracea
Acacia furfuracea é uma espécie de leguminosa do gênero Acacia, pertencente à família Fabaceae.